# Vojnik (Despotovac)
Vojnik es un pueblo ubicado en la municipalidad de Despotovac, en el distrito de Pomoravlje, Serbia.

## Superficie
Posee una superficie de 11,32 kilómetros cuadrados.

## Demografía
Hasta 2011 la población era de 880 habitantes, con una densidad de población de 77,75 habitantes por kilómetro cuadrado.